# Neutenstein
Die Herrschaft Neutenstein war eine Grundherrschaft im Viertel ober dem Wienerwald im Erzherzogtum Österreich unter der Enns, dem heutigen Niederösterreich.

## Ausdehnung
Die Herrschaft umfasste zuletzt die Ortsobrigkeit über Untergrafendorf und Berg. Der Sitz der Verwaltung befand sich in Jeutendorf.

## Geschichte
Letzter Inhaber der Familienfideikommissherrschaft war der im Schloss Baumgarten wohnende Kämmerer Markus Graf Bussy de Mignot (1796–1862), bis die Herrschaft im Zuge der Reformen 1848/1849 aufgelöst wurde.